# لويس نيلسون (ممثلة)
لويس نيلسون (بالإنجليزية: Lois Neilson)‏ هي ممثلة أمريكية، ولدت في 7 سبتمبر 1895 في تولاري في الولايات المتحدة، وتوفيت في 9 يوليو 1990.

## وصلات خارجية
- لويس نيلسون على موقع IMDb (الإنجليزية)
- لويس نيلسون على موقع قاعدة بيانات الفيلم (الإنجليزية)